# Simpson Performance Products
Pour les articles homonymes, voir Simpson.
Simpson Performance Products est un fournisseur américain d'équipements de sport automobile. Il fournit des gants, des casques, des systèmes de harnais, des combinaisons de pilote, des appuie-tête et des chaussures aux pilotes sur les pistes locales aux équipes internationales. Il a été lancé par Bill Simpson sous le nom de Simpson Drag Chutes.

## Histoire
En 1958, Simpson, 18 ans, s'est cassé les deux bras dans un accident de course. Simpson a déclaré plus tard: «Jusque-là, j'étais comme la plupart des conducteurs. La seule fois où j'ai pensé à la sécurité, c'était après avoir été blessé. Cette fois, j'ai été suffisamment blessé pour réfléchir".
L'oncle de Simpson possédait un magasin de surplus militaire et lui a suggéré d'utiliser un parachute en forme de croix pour ralentir la voiture de traînée, Simpson a loué une machine à coudre pour créer un prototype, Simpson s'est réuni avec son ami pilote de dragster Mike Sorokin pour le tester. Ils l'ont attaché à un crochet de remorquage et en le déchargeant de l'arrière de leur Chevrolet pendant que Sorokin roulait, la voiture a décollé et s'est écrasée dans une pépinière. Les deux pilotes ont été emprisonnés pour l'accident, mais Simpson Drag Chutes a été fondé.
La première personne à s'enquérir et à utiliser son parachute a été "Big Daddy" Don Garlits. Il a fait évoluer son entreprise vers un certain nombre d'autres articles de sécurité, tels que des gants, des casques, des dispositifs de retenue et des chaussures. Simpson a conçu les premiers cordons ombilicaux de la NASA, où il a rencontré Pete Conrad. Conrad a présenté à Simpson le produit Nomex de DuPont en 1967. Simpson a utilisé le produit pour créer la première combinaison à être utilisée en course. Il a emmené des combinaisons à l'Indianapolis 500 de 1967 où il a été porté par 30 des 33 pilotes. Simpson avait développé plus de 200 produits de sécurité pour les courses, dont trois générations de combinaisons anti-incendie. Simpson a démontré l'efficacité du costume en 1987, lorsqu'il a été en feu alors qu'il en portait un.

## Produits

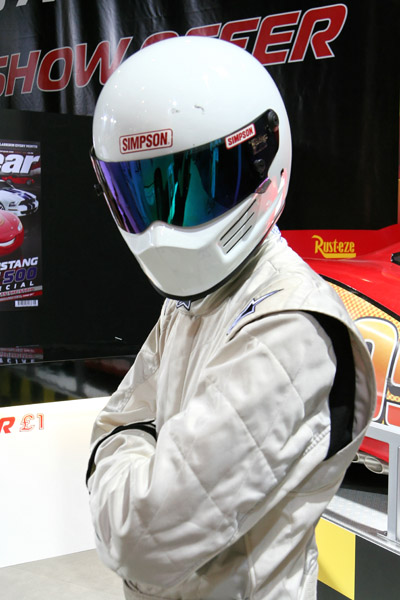
Un casque Simpson, porté par "Le Stig"

La gamme actuelle de casques Bandit de Simpson comprend un Bandit en fibre de carbone, introduit en 2012. Le X-Bandit Pro est un casque Super 100% carbone, approuvé par Snell 2010 et FIA 8860. L'usine de fabrication américaine de Simpson est située à New Braunfels, au Texas. Le "Diamondback" de conception similaire au casque porté par Le Stig de la série BBC TV Top Gear .